# 맥스 페인
《맥스 페인》(Max Payne)은 삼인칭 슈터 비디오 게임 시리즈로 레미디 엔터테인먼트와 록스타 게임스에서 개발되었다. 시리즈의 이름은 주역의 이름인 맥스 페인에서 가져온 것으로, 그는 게임에서 뉴욕 시의 경찰이지만 자신의 가족이 마약 밀매범에게 살해당한 뒤 자경단으로 활동한다. 시리즈의 첫 번째와 두 번째는 샘 레이크에 의해 쓰였고, 《맥스 페인 3》은 록스타 게임스 소속 댄 하워스가 대부분을 썼다.
시리즈의 첫 번째 게임인 《맥스 페인》은 2001년 마이크로소프트 윈도우용으로 선발매 이후 2002년 엑스박스, 플레이스테이션 2, 애플 매킨토시용으로 발매되었다. 2003년에는 게임의 다른 버전이 게임 보이 어드밴스로 발매되었다. 후속작 《맥스 페인 2: 맥스 페인의 몰락》은 2003년 엑스박스, 플레이스테이션 2, 마이크로소프트 윈도우용으로 발매되었다. 2008년에는 원래 게임에서 조금 기반을 둔 영화로 제작되었으며, 《맥스 페인》이라는 제목으로 20세기 폭스에 의해 배급되었다. 맥스 페인 역에는 마크 월버그, 모나 삭스 역에는 밀라 쿠니스가 기용됐다. 《맥스 페인 3》은 록스타 게임스가 개발했고, 2012년 5월 15일 엑스박스 360, 플레이스테이션 3으로 선발매 뒤 2012년 6월 1일 마이크로소프트 윈도우용로 발매되었다.
이들 프렌차이즈는 액션 시퀸스의 "불렛 타임" 사용이 특징으로, 평론가는 이를 긍정적으로 평가했다. 하지만 《맥스 페인 2》의 경우에는 판매량이 신통치 않았다. 2011년 기준으로 맥스 페인 프렌차이즈는 7,500만 장이 팔렸고, 영화는 평단의 혹평을 받았지만 상업적으로는 성공했다.

## 게임
| 게임             | 게임랭킹스 | 메타크리틱                          |
| ---------------- | ---------- | ----------------------------------- |
| 맥스 페인        | (PC) 89    | (PC) 89 (Xbox) 89 (PS2) 80 (GBA) 78 |
| 맥스 페인의 몰락 | (PC) 88    | (PC) 86 (Xbox) 84 (PS2) 73          |
| 맥스 페인 3      | (PC) 85    | (PS3) 87 (PC) 87 (X360) 86          |

### 맥스 페인
변절한 DEA 요원이자 전 NYPD 경관 맥스 페인은 자신의 아내와 자식, 그리고 자신의 파트너 알렉스 발더의 살인에 책임이 있는 자를 추적한다. 줄거리가 전개되면서 그는 "아군" 몇몇을 얻게 되고 그 중에 러시아 마피아 갱스터인 블라드비르 렘과 자신의 쌍둥이 자매 리사의 죽음에 대해 복수하려는 여자 자경단원 모나 삭스가 있다. 그는 북유럽 신화 속 인물의 이름을 딴 V 혹은 발키르라는 마약을 유통하는 마약 조직의 우두머리를 물리치는 데 성공한다.

### 맥스 페인 2: 맥스 페인의 몰락
맥스 페인은 한바탕의 살인 혐의로 경찰로 연행되었지만, 사회에 큰 영향력을 미치는 상원 의원 알츠레드 우든 덕에 무혐의로 풀려났다. 몇 년이 흐른 뒤로 맥스는 NYPD에서 강력계 형사로 복직했다. 일상적이던 살인 사건을 조사하던 중에 그는 도망을 다니던, 그리고 그가 죽었다고 생각한 모나 삭스를 대면하게 된다. 맥스와 모나는 팀을 짜서 맥스의 아내와 자식의 죽음이라는 과거에 대한 실마리를 푼다.

### 맥스 페인 3
맥스 페인은 브라질 상파울루에서 개인 경호원으로 일한다. 고용인의 아내가 지역의 거리 갱에게 납치당하면서, 맥스와 그의 오랜 친구 폴 파소스는 그녀를 구하기 위해 시도하고, 이에 따른 전투에 불을 붙인다. 그러며 그는 커다란 음모에 맞서야 하는 처지에 놓이게 된다.

## 영화화
2003년 초, 20세기 폭스가 게임의 영화화에 대한 판권을 사들였음이 확실히 판명되었다. 《맥스 페인》의 영화는 2008년 제작 개시되었고 존 무어가 감독을 수행했다. 영화의 제작은 콜리슨 엔터테인먼트 및 펌 필름스가 맡았다. 마크 월버그와 밀라 쿠니스가 각각 맥스 페인과 모나 삭스를 연기하게 되었다. 보 브리지스, 크리스 오도널, 넬리 퍼타도, 래퍼 루다크리스가 B.B. 헨리, 제이슨 콜빈, 크리스타 발더, 짐 브라부라 역을 맡았다. 2008년 7월 10일에는 마릴린 맨슨 곡 〈If I Was Your Vampire〉의 기악 버전을 사용한 공식 티저 예고편이 발표되었다. 영화는 PG-13으로 연령 제한되어 2008년 10월 7일부터 극장 개봉되었다. 개봉 첫 일주일간 미화 1,800달러를 벌여들어 순위 1위에 들기도 했으나, 영화에 대한 평가는 부정적으로 로튼 토마토에서는 129개 평가를 기준으로 16%의 신선도를 획득했다.